# Casa Aguilar (Centelles)
La Casa Aguilar és un edifici de Centelles (Osona) inclòs a l'Inventari del Patrimoni Arquitectònic de Catalunya.

## Descripció
Es tracta d'un casal de grans dimensions amb planta baixa i dos pisos, cobert amb teulada a quatre vessants.
L'edifici principal presenta una gran uniformitat, a la planta baixa podem observar quatre grans portals amb grans llindes de pedra treballada i portalons de fusta amb finestrons de ferro forjat.
Al primer pis i damunt mateix dels portals hi ha quatre balcons, també de pedra treballada i en la seva art superior hi ha motius florals amb tècnica de buidat de guix. Els sortints de la teulada presenten permòdols de fusta i rajola.

## Història
Cal situar l'edificació d'aquesta casa dins l'expansió urbanística de Centelles que es produí al llarg del segle xviii, amb la formació de carrers com és el cas del carrer Jesús, ja fora del nucli primitiu.